# دوري كرة القدم الغربي 1992–93
دوري كرة القدم الغربي 1992–93 (بالإنجليزية: 1992–93 Western Football League)‏ هو موسم من دوري كرة القدم الغربي ‏. فاز فيه Clevedon Town F.C. ‏.